# Carlo Tolazzi
Carlo Tolazzi (Udine, 1954) è un drammaturgo italiano.

## Biografia
Carlo Tolazzi vive a Malborghetto fino agli 11 anni, poi la famiglia si trasferisce a Udine, dove Tolazzi frequenta il Liceo Classico Jacopo Stellini. In seguito si laurea all'università di Trieste in lettere moderne. Per alcuni anni, dopo aver conseguito il diploma professionale, esercità l'attività di fisioterapista.

Dal 1994 inizia la sua attività nel campo teatrale.

Vive presso Udine.

## Attività artistica
Per due anni consecutivi, nel 1994 e nel 1995, vince il premio letterario Premi San Simon di Codroipo, di cui dal 2007 è membro della giuria.

Del 2000 è Resurequie, monologo in un atto, scritto per il Teatro Club con riferimento alle storie dei bambini nati morti a Trava di Lauco che vennero "fatti risorgere" per poter essere battezzati.

Del 2003 è Cercivento, un dramma tragico riferito alla vicenda di quattro soldati ingiustamente condannati a morte durante la Grande guerra, che colse notevole successo.

Dell'anno successivo è Chi di spada, sul maestro di scherma rinascimentale Fiore dei Liberi di Premariacco.

Nel 2006, con Giuliana Musso, scrive Indemoniate, seguono nel 2008 Portare, sulle "portatrici carniche", e nel 2009 Tunnel, scritto con Fabio Alessandrini, sul tema della droga nel mondo del calcio.
Nel 2011 scrive Buone Vacanze, monologo in tre parti sulle paternità assenti.
Del 2014 sono invece  L'eredità a Nord-Est, un omaggio a Sergio Maldini, Trieste, una città in guerra, scritto con Marko Sosič e prodotto dal Teatro Stabile del FVG e dallo Slovensko Stalno Gledališče di Trieste, e Ossa, scritto con Serena Di Blasio e Andrea Collavino.
Sempre nel 2014 con Francesca Sangalli scrive La luce buia con cui vincono il Primo Premio Europeo ECAD per il Teatro e Disabilità.
Nel 2015 va in scena Trei Viaz a Binore che verrà ripreso anche nell'estate 2016 con la presenza dello stesso Tolazzi in scena. A dicembre del 2015 è La Contrada- Teatro Stabile di Trieste a mettere in scena il suo Vipere, per la regia di Matteo Oleotto. 
Il 2016 si apre con Dipinto di blu, uno spettacolo musicale prodotto dal Dramma Italiano di Fiume.
Tolazzi partecipa inoltre all'11m Concors Tescj Teatrai in lenghe furlane e si classifica al secondo posto con La cragne.
Nell'estate del 2016,  nello spazio antistante all'edificio della ex Amideria Chiozza di Perteole debutta Amìda. Due Madri e una fabbrica. Un testo che ripercorre la vita all'interno dell'amideria negli anni del suo massimo splendore fino alla chiusura, raccontato a due voci ma capace di evocare le centinaia di persone che affollavano quotidianamente quei luoghi. Lo spettacolo sarà in scena anche in alcuni teatri del Friuli Venezia Giulia all'interno delle stagioni di Prosa 2016/17.
Nel 2016 ha collaborato alla redazione dei testi di un documentario, "Mossi dalla terra", prodotto dal comune di Cavazzo Carnico, prestando la propria voce alle riprese.
Nel 2017 scrive e porta in scena "Via Cadorna, 17- Caporetto", nel centenario di uno degli episodi storici più famosi  della storia del novecento italiano. 
Riprende e torna in scena anche con  "Posticipo di serie B", un testo che indaga sul mondo del calcio. 
Nel dicembre 2017 debutta  "Lo stivale sul collo", un atto unico scritto per l’attrice  Marianna Fernetich  con la quale decide di dividere il palco come elemento di contrasto.  In questa occasione Tolazzi racconta, partendo dalla gente comune, l'occupazione austroungarica  della Carnia e in particolare di Treppo Grande. 
Il 2018 è l'anno di "Piccola stella senza cielo", un monologo in cui l'autore si fa ancora una volta attore e  parte da una piccola lapide per raccontare una storia di partigiani e di carità cristiana.
Dal 2002 Tolazzi insegna "drammaturgia friulana" all'Accademia Nico Pepe di Udine.